# Cefpirome
Il Cefpirome è un antibiotico appartenente alla classe delle cefalosporine di quarta generazione. Il cefpirome è molto attivo contro i batteri Gram-negativi, inclusi quelli appartenenti alla specie Pseudomonas aeruginosa, le Enterobacteriaceae e contro i batteri Gram-positivi. Il cefpirome non è presente in Italia, ma viene commercializzato in molti Paesi dalla Sanofi Aventis con il nome Cefrom, nel quale è contenuto il cefpirome solfato in flaconcini da 1 grammo.

## Indicazioni
Infezioni da moderate a gravi sostenute da batteri sensibili al cefpirome, tra cui:
- Infezioni intra-addominali complicate;
- Infezioni delle vie urinarie;
- Infezioni ostetriche e ginecologiche;
- Infezioni respiratorie complicate;
- Infezioni della cute e dei tessuti molli;
- Infezioni ossee ed articolari, osteomielite;
- Stati settici, setticemia, batteriemia, endocardite, meningite batterica e in profilassi antibiotica peri-operatoria in pazienti a rischio di sviluppare un'infezione severa.

Solitamente il cefpirome solfato viene somministrato per via endovenosa in bolo o in infusione lenta, ma è utilizzabile anche la via intramuscolare.
Le dosi variano dall'infezione da trattare, dalla sua gravità, dalle condizioni cliniche del paziente e dalla sensibilità dei microrganismi; nelle infezioni lievi e moderate: 1 g intramuscolo o endovena ogni 8 o 12 ore, nelle infezioni severe: 1 o 2 g endovena ogni 8 ore, nelle infezioni gravi che mettono in pericolo la vita del paziente: 2 g o più per via endovenosa ogni 8 (6) ore.

## Suscettibilità e resistenza
Sono resistenti al cefpirome solfato i batteri appartenenti alle specie Bacteroides fragilis, gli enterococchi, gli stafilococchi e alcune specie di Pseudomonas. Hanno sviluppato resistenza verso questo farmaco anche alcune sottospecie di batteri del genere Haemophilus e alcuni pneumococchi.